# Іюль (притока Позиму)
Ію́ль (рос. Июль) — річка у Воткінському та Зав'яловському районі Удмуртії, Росія, права притока Позиму.
Довжина річки становить 17 км. Бере початок на захід від села Кудрино Воткінського району. Протікає у верхній течії спочатку на схід, в селі Кудрино різко повертає на південь. Пройшовши 3 км, входить на територію Зав'яловського району. В селі Банне, коли праворуч приймає Пуксевайку, повертає на південний схід, входячи знову на територію Воткінського району, і в такому напрямку тече до гирла. Тобто початок та кінець річки знаходиться у Воткінському районі. Донедавна територія Зав'яловського району, по якій протікає річка, також відносилась до Воткінського району, таким чином вона повністю протікала територією одного району. Впадає до Позимі трохи нижче села Іюльського.
На річці розташовані села двох районів:
- Воткінський район — Кудрино, Володимировський;
- Зав'яловський район — Новокварсинське, Банне;
- Воткінський район — Іюльське.

В селах Кудрино та Банне збудовано ставки. Між селами Банне та Іюльське проходить автомобільний шлях Іжевськ-Воткінськ, а біля гирла також і залізниця з таким напрямком.